# Biatlo nos Jogos Olímpicos de Inverno de 1968
O biatlo nos Jogos Olímpicos de Inverno de 1968 consistiu de dois eventos, realizados em Grenoble, na França. A prova de revezamento 4x7,5 quilômetros integrou o programa olímpico pela primeira vez e a tradicional prova individual de 20 km foi mantida.

## Medalhistas
| Evento                        | Ouro                                                                                      | Prata                                                        | Bronze                                                                      |
| ----------------------------- | ----------------------------------------------------------------------------------------- | ------------------------------------------------------------ | --------------------------------------------------------------------------- |
| Individual 20 km detalhes     | Magnar Solberg NOR Noruega                                                                | Alexander Tikhonov URS União Soviética                       | Vladimir Gundartsev URS União Soviética                                     |
| Revezamento 4x7,5 km detalhes | Alexander Tikhonov Nikolay Puzanov Viktor Mamatov Vladimir Gundartsev URS União Soviética | Ola Wærhaug Olav Jordet Magnar Solberg Jon Istad NOR Noruega | Lars-Göran Arwidson Tore Eriksson Olle Petrusson Holmfrid Olsson SWE Suécia |

## Quadro de medalhas
| Ordem | País                | Medalha de ouro | Medalha de prata | Medalha de bronze |   |
| ----- | ------------------- | --------------- | ---------------- | ----------------- | - |
| 1     | URS União Soviética | 1               | 1                | 1                 | 3 |
| 2     | NOR Noruega         | 1               | 1                |                   | 2 |
| 3     | SWE Suécia          |                 |                  | 1                 | 1 |
| TOTAL | TOTAL               | 2               | 2                | 2                 | 6 |